# ダラス郡 (ミズーリ州)
ダラス郡（英: Dallas County）は、アメリカ合衆国ミズーリ州の南西部に位置する郡である。2010年国勢調査での人口は16,777人であり、2000年の15,661人から7.1％増加した。郡庁所在地はバッファロー市（人口1,460人）であり、同郡で人口最大の都市でもある。ダラス郡は1841年1月29日に設立され、郡名はジェームズ・ポーク政権でアメリカ合衆国副大統領を務めたジョージ・ダラスに因んで名付けられた。
ダラス郡はスプリングフィールド大都市圏に属している。

## 地理
アメリカ合衆国国勢調査局に拠れば、郡域全面積は542.83平方マイル (1,405.9 km2)であり、このうち陸地541.54平方マイル (1,402.6 km2)、水域は1.29平方マイル (3.3 km2)で水域率は0.24％である。

### 主要高規格道路
- アメリカ国道65号線
- ミズーリ州道32号線
- ミズーリ州道64号線
- ミズーリ州道73号線

### 隣接する郡
- カムデン郡 - 北
- ラクレード郡 - 東
- ウェブスター郡 - 南
- グリーン郡 - 南西
- ポーク郡 - 西
- ヒッコリー郡 - 北西

## 人口動態
以下は2000年の国勢調査による人口統計データである。
| 基礎データ - 人口: 15,661人 - 世帯数: 6,030 世帯 - 家族数: 4,383 家族 - 人口密度: 11人/km2（29人/mi2） - 住居数: 6,914軒 - 住居密度: 5軒/km2（13軒/mi2） 人種別人口構成 - 白人: 97.45% - アフリカン・アメリカン: 0.12% - ネイティブ・アメリカン: 0.76% - アジア人: 0.07% - 太平洋諸島系: 0.03% - その他の人種: 0.20% - 混血: 1.37% - ヒスパニック・ラテン系: 0.94% 家庭でドイツ語を話す人の比率： 3.57％ 年齢別人口構成 - 18歳未満: 27.5% - 18-24歳: 7.4% - 25-44歳: 26.4% - 45-64歳: 23.5% - 65歳以上: 15.2% - 年齢の中央値: 38歳 - 性比（女性100人あたり男性の人口） - 総人口: 98.3 - 18歳以上: 95.7 | 世帯と家族（対世帯数） - 18歳未満の子供がいる: 32.9% - 結婚・同居している夫婦: 60.8% - 未婚・離婚・死別女性が世帯主: 8.4% - 非家族世帯: 27.3% - 単身世帯: 23.7% - 65歳以上の老人1人暮らし: 11.6% - 平均構成人数 - 世帯: 2.57人 - 家族: 3.04人 収入と家計 - 収入の中央値 - 世帯: 27,346米ドル - 家族: 33,500米ドル - 性別 - 男性: 26,438米ドル - 女性: 17,569米ドル - 人口1人あたり収入: 15,106米ドル - 貧困線以下 - 対人口: 17.9% - 対家族数: 14.2% - 18歳未満: 25.4% - 65歳以上: 18.5% |

## 都市と町
| - バッファロー - 郡庁所在地 - セルト - ロングレーン | - ルイスバーグ - レッドトップ - トゥナス | - アーバナ - ウィンディビル |

## 政治

### 地方
ダラス郡の地方レベルでは共和党が圧倒的に政治を支配しており、郡の選挙で選ばれる役職を1人を除いて独占している。

#### 2008年大統領予備選挙
2008年の大統領予備選挙で、ダラス郡は二大政党の候補者をどちらも州全体と全国で二位に終わった者を選んだ。民主党の予備選挙ではヒラリー・クリントンが1位となり、共和党予備選挙では元アーカンソー州知事のマイク・ハッカビーが1位となったが、クリントンより4票だけ少なかった。